# La Masia

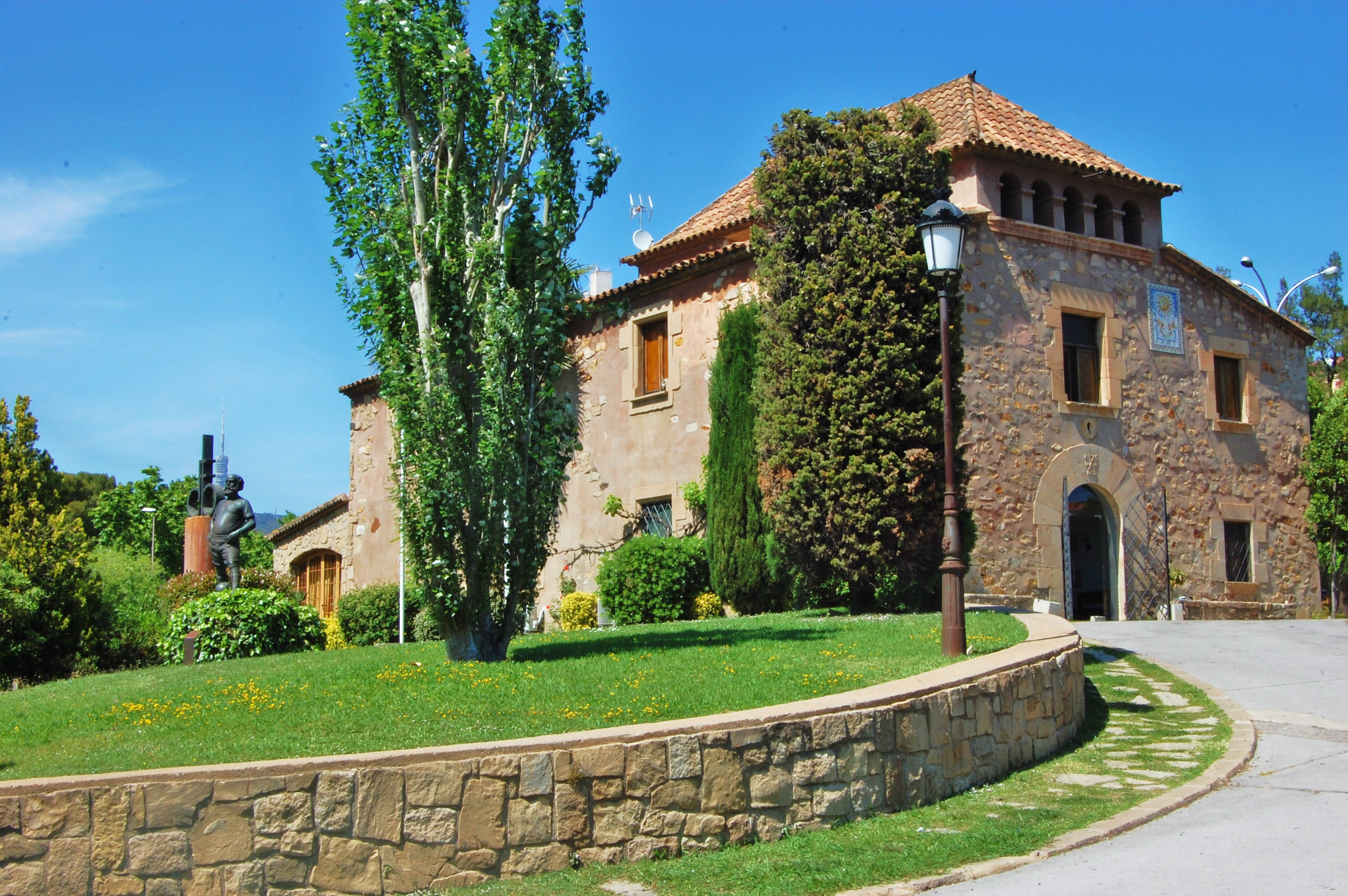
La Masia in Barcelona

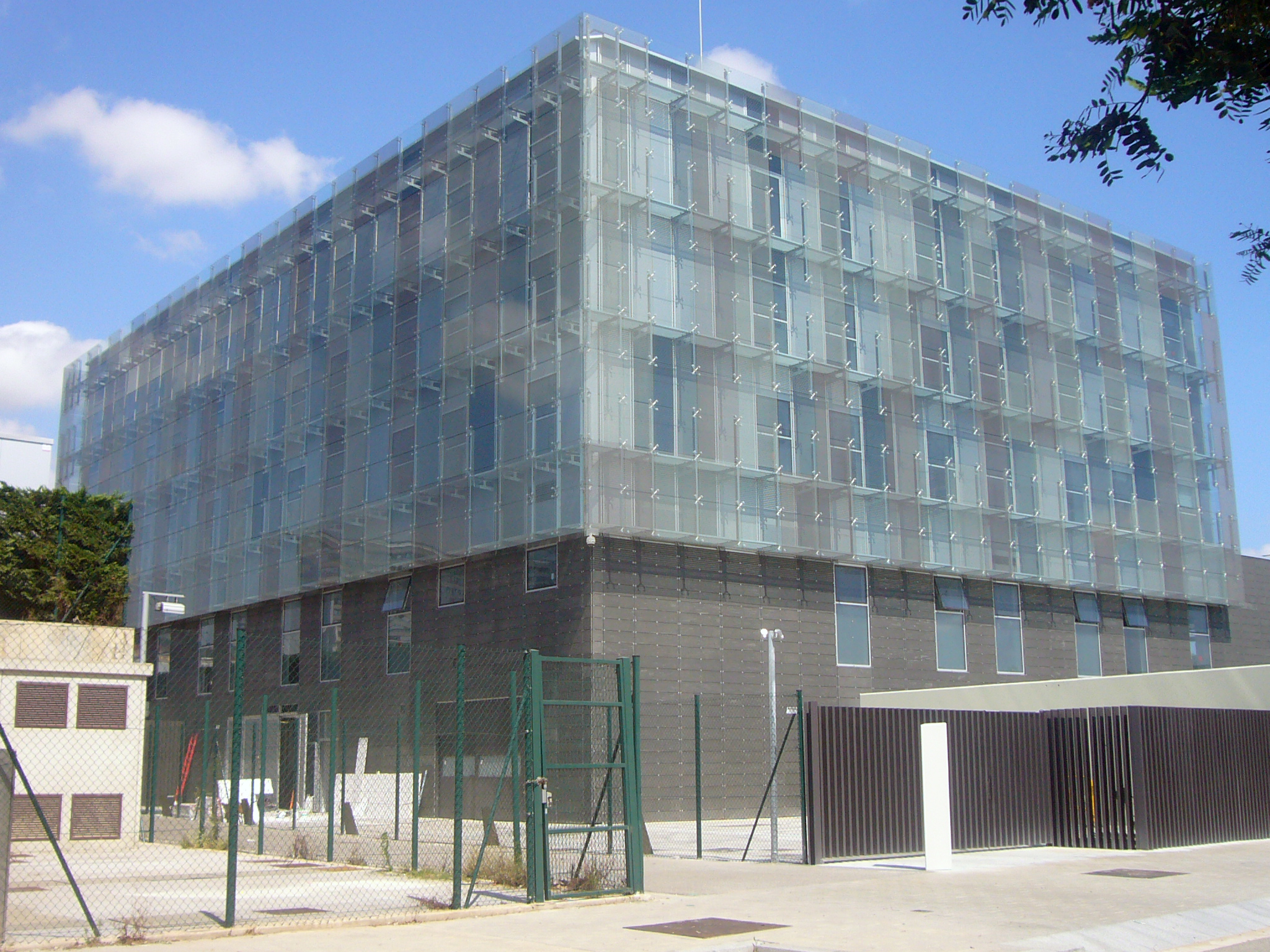
La (nova) Masia in Sant Joan Despí

La Masia bedeutet auf Deutsch „Das Bauernhaus“ und ist die inoffizielle, aber weitverbreitete Bezeichnung für die Fußball-Jugendakademie des FC Barcelona. Der Name kommt von einem alten Gebäude im Stadtteil Les Corts, in dem die Akademie von 1979 bis 2011 untergebracht war. Mittlerweile befindet sich die Akademie in einem modernen Neubau im Vorort Sant Joan Despí auf dem Gelände der „Sportstadt Hans Gamper“ (Ciutat Esportiva Joan Gamper). Obwohl die Akademie offiziell den Namen „Trainingszentrum Oriol Tort“ (Centre de Formació Oriol Tort) trägt, wird sie umgangssprachlich weiter als la masia oder als la nova masia bezeichnet. Aus ihr gingen zahlreiche Talente hervor, darunter die drei Bestplatzierten bei der Wahl zum Weltfußballer des Jahres 2010: Lionel Messi, Andrés Iniesta und Xavi.

## Geschichte
Als Initiator des Systems der intensiven Nachwuchsförderung gilt Johan Cruyff, der in seinen acht Jahren (1988–1996) als „Barça-Coach“ (Trainer der 1. Herrenmannschaft des FC Barcelona) 29 Nachwuchsspieler in die erste Mannschaft holte. Bis zu seiner Ankunft hatten es nur wenige Ausnahmen in die erste Mannschaft geschafft. In seinem Heimatland Niederlande spielte die Nachwuchsförderung bereits seit den 1960er Jahren eine große Rolle. Vorreiter war insbesondere der Klub Ajax Amsterdam, der mit seiner Nachwuchsarbeit mehrere Talente, darunter Cruyff selbst, hervorgebracht und internationale Titel gewonnen hatte. Seit Cruyffs Zeit besteht zudem die Maßgabe, in allen Altersklassen des Vereins dasselbe Spielsystem zu praktizieren.
2007 exportierte der FC Barcelona sein System der Jugendausbildung und betreibt seitdem eine „Masia“ im Ausland: Nahe der argentinischen Hauptstadt Buenos Aires unterhält Barcelona eine Partnerschaft mit den FC Barcelona Juniors Luján, die etwa 100 südamerikanischen Talenten eine Ausbildung analog zu der in der vereinseigenen Ausbildungsstätte ermöglicht.
In der Saison 2009/10 gewann Barça mit zehn Spielern aus der eigenen Cantera (‚Steinbruch‘), wie die Jugendabteilung in Spanien heißt, die spanische Meisterschaft.

## Ausbildung
Die fußballerische Ausbildung ist auf präzises und schnelles Kurzpassspiel, das sogenannte Tiki-Taka, ausgelegt und weniger, wie in anderen Vereinen üblich, auf körperliches Training. Bis zum 16. Lebensjahr absolvieren die Spieler keinerlei Krafttraining und auch keinen Dauerlauf. Kraft, Ausdauer und Schnelligkeit werden durch das exzessive Training mit dem Ball verbessert. Das schnelle Spielen auf minimalem Raum, verbunden mit dem Erlangen technischer Fähigkeiten, steht im Vordergrund. Sobald die Nachwuchskicker reif genug für die Profiabteilung sind, kommen sie zunächst in die B-Mannschaft. Dort werden die sogenannten „Perlen“ nach einem Drei-Stufen-Plan sukzessive an die erste Mannschaft herangeführt.
Die Sprösslinge lernen nicht nur den Umgang mit dem Ball, sondern bekommen auch Werte für das alltägliche Leben vermittelt. Sie sollen sich mit dem Verein identifizieren und erhalten den „Barça-Stempel“. Durch die vielen Eigengewächse fällt es den Fans wiederum leichter, sich mit dem Klub zu identifizieren. Vorteilhaft für die Barça-Schüler: der Klub zahlt ein Stipendium für die Spieler, wodurch für sie keinerlei Kosten entstehen.

„Es interessiert hier nicht, wie kräftig ein Junge ist, wie lange er rennen kann. Es interessiert nur: was kann er mit dem Ball. Darauf ist die ganze Ausbildung ausgerichtet: technisch einmalige Spieler hervorzubringen …. Barça lehrt, nicht kräftig, sondern intelligent zu sein.“

Im Unterschied zu Jugendsystemen anderer Fußballvereine machen die Spieler aus dem eigenen Nachwuchs einen Großteil des ersten Teams aus. Mindestens 50 % der Spieler in der ersten Mannschaft, so das Ziel des FC Barcelona, sollen in der eigenen Jugendabteilung ausgebildet worden sein.
Der FC Barcelona beschäftigt weltweit etwa 50 Scouts, die gezielt Ausschau nach schnellen, wendigen und technisch versierten Offensivspielern halten, die später auch zu Abwehrspielern umfunktioniert werden können.

## Gebäude
La Masia (‚Landhaus‘) wurde bereits 1702 errichtet und liegt nur wenige Meter vom Camp Nou entfernt. Es diente seit 1979 als Behausung für die Cantera (‚Jugendakademie‘) des Vereins. Auf einer Fläche von 600 m² befinden sich eine große Küche, ein Speisesaal, ein Aufenthaltsraum, eine Bibliothek sowie vier große Schlafsäle mit Umkleideräumen und Badezimmern. La Masia beherbergt 60 heranwachsende Talente, davon schlafen 12 in La Masia selbst, die anderen in nahegelegenen Räumen.
In der Nähe des Sportzentrums des FC Barcelona, der Ciutat Esportiva Joan Gamper, befindet sich das La Masia-Centre de Formació Oriol Tort. Seit September 2011 hat die 6.000 m² große Anlage die alte La Masia abgelöst, sie kann bis zu 82 Heranwachsende aufnehmen. Die Kosten für das Gebäude allein betrugen 8,8 Millionen Euro, wobei die Gesamtkosten des Projektes (inkl. Lizenzen, Honorare der Architekten und Installationen) bei ca. 11 Millionen Euro lagen.

## Bekannte Absolventen

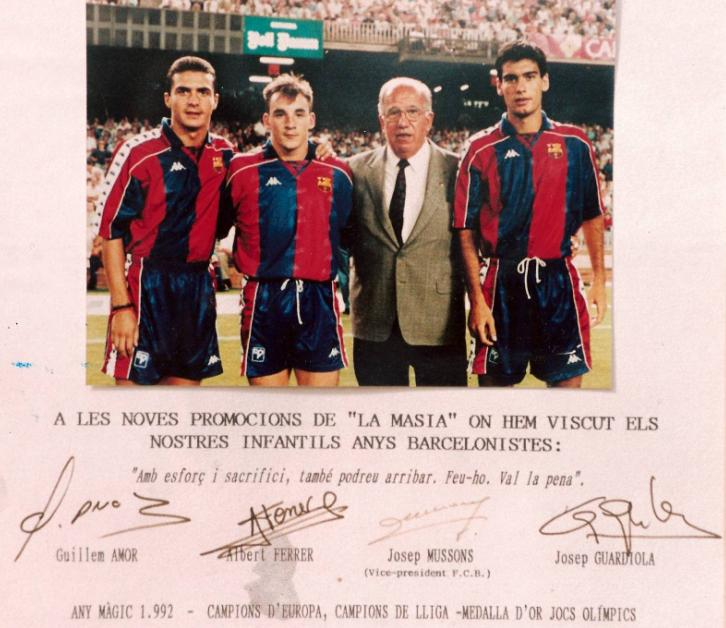
Foto der La-Masia-Absolventen Guillermo Amor, Albert Ferrer und Pep Guardiola

- Guillermo Amor
- Francesc Arnau
- Sergi Barjuán
- Marc Bartra
- Aitana Bonmatí
- Sergio Busquets
- Jordi Cruyff
- Cesc Fàbregas
- Albert Ferrer
- Gabri
- Pep Guardiola
- Andrés Iniesta
- Bojan Krkić
- Lionel Messi
- Martín Montoya
- Oleguer
- Pedro
- Iván de la Peña
- Antonio Pinilla
- Gerard Piqué
- Carles Puyol
- Pepe Reina
- Roger
- Giovani dos Santos
- Jonathan dos Santos
- Cristian Tello
- Thiago
- Víctor Valdés
- Tito Vilanova
- Xavi
- Lamine Yamal